# Sir Balin el Salvaje

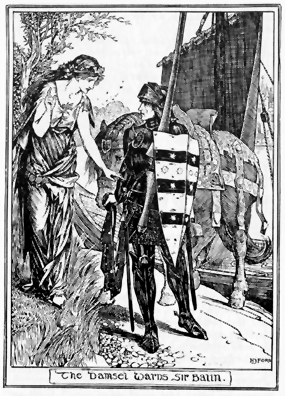
La damisela previene a Sir Balin (ilustración de Henry Justice Ford
para la obra de Andrew Lang The Book of Romance, de 1902).

Sir Balin el Salvaje, también conocido como el Caballero de las dos espadas, es un personaje de las leyendas artúricas. Caballero virtuoso, que no llega sin embargo a ser miembro de la Mesa Redonda del Rey Arturo.
Oriundo de Northumberland, es hermano de Sir Balan. Su historia es contada en el ciclo Post-Vulgata (la Suite du Merlin), y en La muerte de Arturo, de Sir Thomas Malory.
Su sobrenombre proviene del momento en que tomó una segunda espada de caballero, al desenvainar una espada que mágicamente resistía a todo aquel caballero que no fuera lo suficientemente virtuoso. Es famoso por ser el responsable del Golpe Doloroso, que provoca la invalidez del rey Tullido.